# Vale da Madre
Vale da Madre es una freguesia portuguesa del municipio de Mogadouro, con 11,53 km² de superficie y 154 habitantes (2001). Su densidad de población es de 13,4 hab/km².